# Sergio Kindle
Sergio Valent'e Kindle (Los Angeles, 20 settembre 1987) è un giocatore di football americano statunitense che gioca nel ruolo di linebacker nella National Football League (NFL) e attualmente è free agent. Fu scelto nel corso del secondo giro (43º assoluto) del Draft NFL 2010 dai Baltimore Ravens. Al college ha giocato a football coi Texas Longhorns.

## Carriera professionistica

### Baltimore Ravens
Kindle fu scelto dai Baltimore Ravens nel corso del secondo giro del Draft 2010. Nella sua stagione da rookie non scese mai in campo a causa dei postumi di una caduta dalle scale subita il 25 luglio. Scese in campo per la prima volta nella settimana 4 della stagione 2011 contro i New York Jets giocando principalmente con gli special team. La sua stagione si concluse con 2 presenze. Dopo aver disputato solamente una gara nella stagione 2012, il 7 gennaio 2013 Kindle fu svincolato dai Ravens.

## Vittorie e premi
Nessuno

## Statistiche
| Partite totali      | 3   |
| Partite da titolare | 0   |
| Tackle              | 1   |
| Sack                | 0,0 |
| Intercetti          | 0   |

Statistiche aggiornate alla stagione 2012